# Zakkari Dempster
Zakkari Dempster (Castlemaine, Austrália, 27 de setembro de 1987) é um ciclista australiano que foi profissional entre 2006 e 2019.
Desde 2017 no Israel Cycling Academy, depois de anunciar a sua retirada em 2019 passou a ocupar um posto na direção da equipa.

## Palmarés
- 2007
  - 1 etapa do Tour do Japão

- 2008
  - 1 etapa do Tour do Japão

- 2011
  - East Midlands International Cicle Classic
  - 1 etapa da Ronde de l'Oise

- 2012
  - 1 etapa do Tour da República Checa

- 2019
  - Veenendaal Veenendaal Classic

## Resultados em Grandes Voltas e Campeonatos do Mundo
| Corrida            | Corrida            | 2006 | 2007 | 2008 | 2009 | 2010 | 2011 | 2012 | 2013  | 2014  | 2015 | 2016 | 2017 | 2018  | 2019 |
| ------------------ | ------------------ | ---- | ---- | ---- | ---- | ---- | ---- | ---- | ----- | ----- | ---- | ---- | ---- | ----- | ---- |
|                    | Giro d'Italia      | —    | —    | —    | —    | —    | —    | —    | —     | —     | —    | —    | —    | 126.º | —    |
|                    | Tour de France     | —    | —    | —    | —    | —    | —    | —    | —     | 151.º | Ab.  | —    | —    | —     | —    |
|                    | Volta a Espanha    | —    | —    | —    | —    | —    | —    | —    | 133.º | —     | —    | —    | —    | —     | —    |
| Mundial em Estrada | Mundial em Estrada | —    | —    | —    | —    | —    | —    | —    | —     | —     | —    | 51.º | —    | —     | —    |

—: não participa

Ab.: abandono